# Druzjevo
Druzjevo (bulgariska: Дружево) är ett distrikt i Bulgarien.   Det ligger i kommunen Obsjtina Svoge och regionen Sofijska oblast, i den västra delen av landet, 50 km norr om huvudstaden Sofia.
I omgivningarna runt Druzjevo växer i huvudsak lövfällande lövskog. Runt Druzjevo är det ganska glesbefolkat, med 28 invånare per kvadratkilometer.